# Crotafítids
Els crotafítids (Crotaphytidae) són una família de llangardaixos. Es distribueixen per l'oest dels Estats Units i el nord de Mèxic. Aquesta família és alguna vegada considerada com una subfamília,  Crotaphytinae, classificada en la família de les Iguanidae. La classificació actual és tanmateix àmpliament acceptada.
Aquests llangardaixos no solen sobrepassar els 15 centímetres comptats sense la cua, podent arribar aquesta a esser tan llarga com el cos. Són principalment insectívors però consumeixen ocasionalment petits vertebrats. Viuen en llocs àrids, i són capaços de vocalitzar en situacions d'estres.

## Classificació
Es reconeixen els següents gèneres:
- Gènere Crotaphytus Baird, 1859
- Gènere Gambelia Holbrook, 1842